# Мајари
Мајари (шп. Mayarí) је град на Куби у покрајини Олгин. Према процени из 2011. у граду је живело 65.292 становника.

## Становништво
Према процени, у граду је 2011. живело 65.292 становника.
| 1991.  | 2011.  |
| ------ | ------ |
| 66.339 | 65.292 |